# Corruzione ambientale

Distribuzione planetaria dell'Indice di percezione della corruzione, secondo i dati del 2010. La minore percezione è associata al colore blu, mentre i valori peggiori sono indicati in nero.

La corruzione ambientale (o corruzione  sistemica), è un sistema criminoso radicato in maniera tale da assumere i tratti di un fenomeno politico e sociale in determinati contesti nazionali o regionali. Essa comporta alti livelli di integrazione dell'attività politica, amministrativa, ed economica, con pratiche criminose, tanto da indurre le persone alla convinzione che comportamenti illeciti, quali la prestazione dell'indebito, facciano parte di una prassi consolidata esercitata da tutti, o neutralizzandone i risvolti criminosi, facendola apparire "normale".

## Corruzione ambientale nel mondo
Perché raggiunga la dimensione ambientale, la corruzione deve costituirsi come sistema disseminato ed endemico. La percezione di questo fenomeno è oggetto di indagine e misurazione secondo le procedure della sociologia e dell'econometria, attraverso indicatori come il Corruption Perceptions Index di Transparency International, che misura "il grado al quale è percepita la corruzione esistente tra pubblici ufficiali e politici".
La corruzione endemica è una condizione molto comune nel corso della storia umana e che, in epoca contemporanea, è spesso radicata nei sistemi politico-economici dei Paesi poveri con scarso stato di diritto, nei quali essa contribuisce a costituire al tempo stesso conseguenza e causa del sottosviluppo, oltre che ostacolo all'emancipazione da tale condizione.

### Effetti politici ed economici

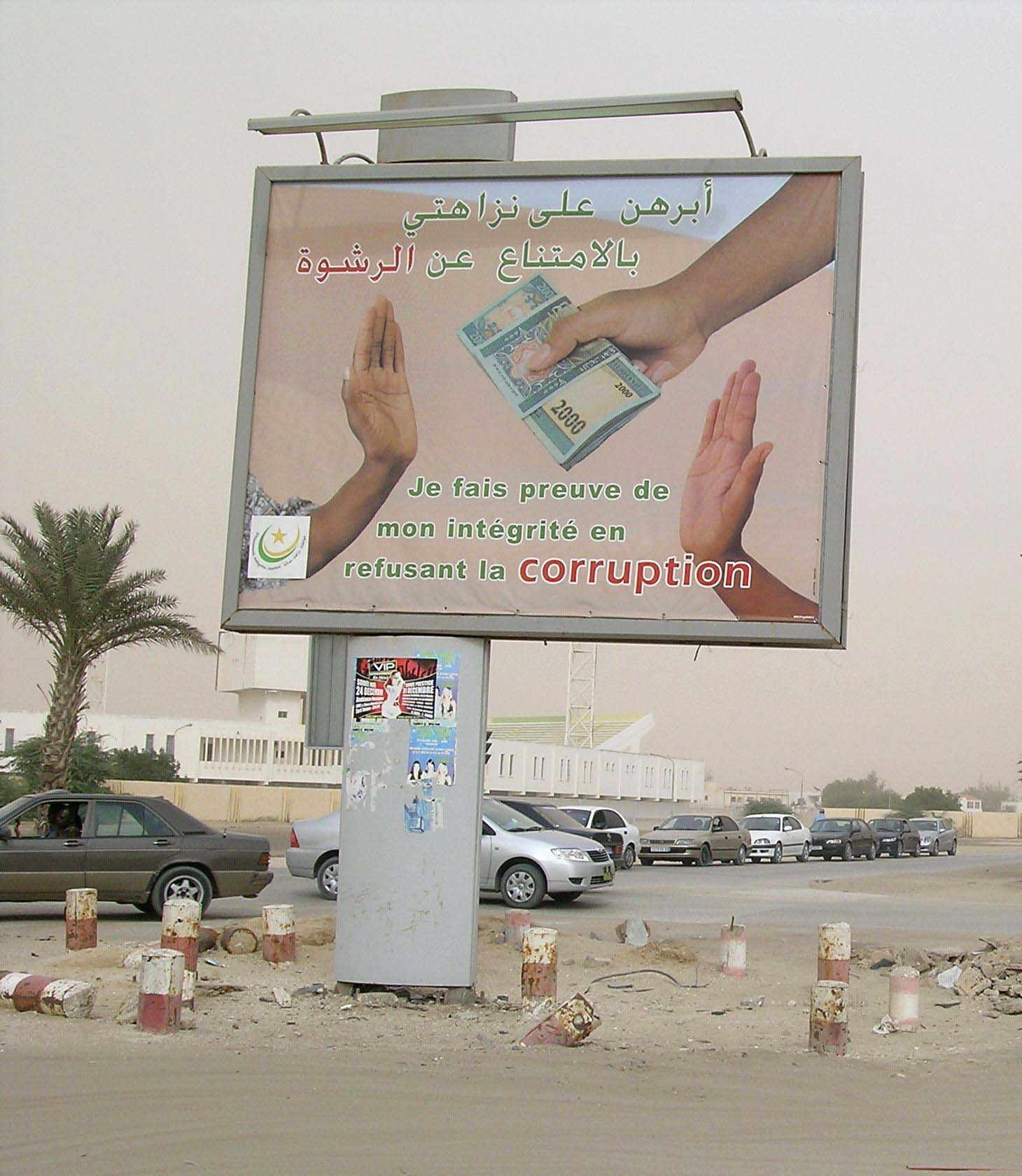
Campagna di sensibilizzazione contro la proliferazione della corruzione a Nouakchott (Mauritania)

I rapporti tra sviluppo economico e corruzione sono da tempo oggetto di indagine e ricerca. Secondo uno dei protagonisti di questo approccio, il Premio Nobel per l'economia Gunnar Myrdal, la presenza di un sistema di corruzione ambientale ingenera situazioni di "inerzia, [...] inefficienza [e] irrazionalità", con effetti esiziali che si abbattono sul "processo di formazione delle scelte politiche e di pianificazione", inibendolo e generando caos e instabilità politica, e stagnazione economica.
Inoltre, sempre secondo Myrdal, è sufficiente la sola percezione diffusa dell'esistenza di un sistema endemico e generalizzato di corruttela, perché sia incrinata la stessa credibilità e l'efficacia della figura del funzionario integerrimo, il quale, trovandosi a pretendere il rispetto di regole, può essere facilmente dissuaso con l'arma del ricatto: può essere infatti il facile bersaglio di accuse false e strumentali, ma molto credibili in un contesto di degrado, come l'aver tentato una concussione

### Corruzione ambientale in Italia
Particolarmente singolare è il caso dell'Italia che, pur annoverata tra i primissimi paesi ad economia avanzata, ottiene tra questi la peggiore performance in termini di percezione diffusa dell'illegalità legata alla corruzione.
Il sistema di corruzione ambientale radicato nel sistema italiano è venuto alla ribalta della cronaca con particolare risalto nei primi anni novanta, con lo svelamento del sistema che fu detto di Tangentopoli, ad opera dell'inchiesta Mani pulite: in quell'occasione, fu coniata la polirematica dazione ambientale, caratteristica del lessico del cosiddetto dipietrese, con cui «dazione» indicava l'erogazione della tangente, mentre l'epiteto «ambientale» sottolineava la pervasività del sistema di corruzione nella Milano degli anni novanta, in cui la corresponsione illecita era una pratica così scontata e automatica da non dover essere nemmeno più richiesta: «Più che di corruzione o di concussione, si deve parlare di dazione ambientale, ovvero di una situazione oggettiva in cui chi deve dare il denaro non aspetta più nemmeno che gli venga richiesto; egli, ormai, sa che in quel determinato ambiente si usa dare la mazzetta o il pizzo e quindi si adegua» L'erogazione "automatica" della "dazione" non richiede quindi nemmeno la necessità di esplicitare una richiesta, ed essa avviene in adeguamento a un prassi percepita come corrente e ineludibile. Non vi è, da parte del funzionario, la costrizione: nondimeno, in questo caso, si parla in giurisprudenza e in dottrina di concussione ambientale, in cui l'induzione si esprime attraverso il silenzio del funzionario infedele, che sfrutta la convinzione, più o meno fondata, dell'interlocutore, di non poter ricevere un trattamento trasparente e imparziale se non attraverso regalie.